# Caenorhabditis elegans
Caenorhabditis elegans és un cuc nematode que mesura aproximadament 1 mm de longitud, i viu en ambients temperats. Ha sigut un important organisme model d'estudi per a la biologia, molt especialment en la genètica del desenvolupament, a partir dels anys 70. La seva curta vida el fa adequat per a l'estudi de diferents gens a través de la transgènesi. És l'únic ésser viu del que se'n sap l'origen i desenvolupament embrionari de totes les cèl·lules que el componen.

## Connectoma
El primer (i fins ara l'únic) connectoma totalment reconstruït pertany al cuc rodó Caenorhabditis elegans. El principal esforç va començar amb les primeres micrografies electròniques publicades per White, Brenner et al., 1986. Basat en aquest treball seminal, el primer connectoma (llavors anomenat "base de dades de circuits neuronals" pels autors) per a C. elegans es va publicar en forma de llibre amb disquets acompanyats per Achacoso i Yamamoto el 1992.] El primer article sobre la representació informàtica del seu connectoma va ser presentat i publicat tres anys abans el 1989 per Achacoso. El connectoma de C.elegans es va revisar més tard i es va ampliar per mostrar canvis durant el desenvolupament de l'animal.